# Eosentomon shanghaiense
Eosentomon shanghaiense är en urinsektsart som beskrevs av Yin 1979. Eosentomon shanghaiense ingår i släktet Eosentomon och familjen trakétrevfotingar. Inga underarter finns listade i Catalogue of Life.